# Старокозацька волость
Старокозацька волость — історична адміністративно-територіальна одиниця Аккерманського повіту Бессарабської губернії.
Станом на 1886 рік складалася з єдиного поселення, єдиної сільської громади. Населення — 2400 осіб (1210 осіб чоловічої статі та 1190 — жіночої), 485 дворових господарства.
|                     | Площа, десятин | У тому числі орної, дес. |
| ------------------- | -------------- | ------------------------ |
| Сільських громад    | 6335           | 3320                     |
| Приватної власності | —              | —                        |
| Казенної власності  | —              | —                        |
| Іншої власності     | 100            | 65                       |
| Загалом             | 6435           | 3385                     |

Єдине поселення волості:
- Старокозаче — село колишнє державне (колишнє козаче) за 35 верст від повітового міста, 2400 осіб, 485 дворів, православна церква, 14 лавок, 6 рейнських погребів, базари по вівторках.